# Biblioclastia
La biblioclastia o biblioclastía designa la destrucción de libros con intencionalidad, esta destrucción puede darse en forma de quema de libros pero también por otros medios. Esta última suele considerarse sinónimo, pero se trata de una forma específica de biblioclastia. Abarca la destrucción de libros, colecciones, archivos, bibliotecas, centros de información y documentación, así como otros materiales de registro de información y conocimiento.

Hay variados documentos que testimonian la biblioclastia producida durante momentos de dictadura. Por ejemplo, la Resolución Rectoral Nº 60 de 1985 de la Universidad Nacional de San Luis sugiere la restitución de libros a la Facultad de Ingeniería y Administración de la Universidad de libros sustraídos durante el Proceso de Reorganización Nacional. Lista de los libros.

En el siglo XIX la biblioclastia fue considerada como un acto personal, una desviación social o una enfermedad mental. Sin embargo en el siglo XX se considera con más interés su impacto social. Designa acciones de destrucción en forma puntual o sistemática, deliberada y violenta por parte de un grupo, un régimen o un Estado con el objetivo de atacar el registro de la memoria de otro grupo a quienes se considera amenaza, como en el caso de la quema de libros en la Alemania Nazi,  y en contextos de guerra, dictadura y terrorismo de Estado.
En el siglo XXI se ha ampliado el alcance de la palabra comprendiendo no solo la destrucción de libros, bibliotecas y archivos en forma deliberada por fuego u otros medios, sino también la censura y la requisa de libros y el asesinato o la desaparición de quienes trabajan en bibliotecas, archivos y otros espacios que almacenan registros de conocimiento en diferentes soportes. Incluso en sociedades democráticas y en períodos de paz se consideran biblioclásticas las acciones que conducen al desaliento de la lectura en forma sistemática, la incuria o cierre injustificado o abandono de bibliotecas y archivos, incluso la precarización y despido de sus trabajadores.
Si bien la mayor parte de los estudios sobre la biblioclastia, aún con su actual ampliación conceptual, tienen un enfoque de denuncia y visibilización de los hechos, se observan cada vez más acciones de lucha contra la biblioclastia basadas en la recuperación de la memoria, el registro de los incidentes biblioclásticos, y la defensa activa de los espacios como formas resistencia y resiliencia, incluso considerando la biblioclastia como el atentado al acceso equitativo al conocimiento.

## Etimología,  ortografía, equivalentes y uso en otras lenguas
Biblioclastia o biblioclastía del gr. βιβλιο (biblio-libro)  y κλαστός (klastos) que proviene de κλάω (klao) roto.
No se encuentra incluida en el diccionario de la Real Academia Española, por lo cual no hay un indicación clara de su ortografía. En su forma de acentuación llana es: biblioclastia similar a otras palabras con la misma terminación: iconoclasia, hidroclastia.
Es también utilizada con acentuación aguda: biblioclastía, por similitud con otras con la misma terminación en español.
La expresión quema de libros, para referirse a la biblioclastia es ampliamente utilizada en varias lenguas, aunque indica una forma particular, la destrucción por fuego.
En inglés se utiliza en forma casi exclusiva la expresión book burning (quema de libros). Sin embargo encontramos referencias a la destrucción de libros no solo por el fuego. Ya en 1880 el tipógrafo William Blades observaba la destrucción por fuego pero agregaba también, agua, gas, polvo, negligencia, ignorancia, maldad.
Edward Wilson Lee utiliza la expresión libros naufragados (Shipwrecked Books) para referirse los libros perdidos en un naufragio y que fueron listados por Hernando Colón, el hijo de Cristóbal Colón.
Si bien biblioclasm se define como aplicado exclusivamente a la destrucción de la Biblia, hay autores que lo utilizan como traducción de biblioclastia Sin embargo para referirse a la persona que la ejecuta se la denomina biblioclasta (inglés: biblioclast) y las acciones realizadas se consideran biblioclásticas, (inglés: biblioclastic).
Aunque la expresión en inglés se centra en el fuego, Richard Ovenden, director de la Biblioteca Bodleiana de Oxford, afirma que la famosa Biblioteca de Alejandría finalmente no pereció por un incendio sino por el abandono y la falta de políticas de cuidado.
En italiano encontramos la palabra bibliolitia citada como sinónimo de quema de libros y así como de biblioclastia. Carlo Mascaretti (Américo Scarlatti en arte) en una obra de inicios del siglo XX aunque publicada en 2016 la considera como una enfermedad mental. Sin embargo en el siglo XXI Umberto Eco quien la definió a partir de tres diferentes motivaciones como fundamentalista, por interés y por incuria.
En francés, Gérard Haddad la presenta como contraparte de la bibliofilia y ambas como formas de fetichismo Otros autores franceses presentan visiones controvertidas de la biblioclastia, como Raphaël Draï que denuncia a conocidos egiptólogos por su falta de rigor y respeto, y Cédric Biagini quien considera que el libro está en peligro por una biblioclastia que ha resurgido porque el acto de lectura se ha disociado del objeto libro por la democratización de las pantallas y las publicaciones digitales.
En portugués también se está utilizando el concepto con el alcance ampliado en cuanto a los soportes, medios y responsables.
Otros equivalentes de biblioclastia son algunos neologismos como libricidio, utilizado por Rebecca Knuth aludiendo a la destrucción cultural, así como bibliocausto, utilizado entre otros autores por Fernando Báez, relacionándolos por medio de las terminaciones similares con palabras como genocidio y holocausto.

## La destrucción de libros en la literatura, el teatro y en el cine
La destrucción de libros más difundida en la literatura es la que se realiza por fuego. La obra literaria emblemática referida a la biblioclastia en un contexto de autoritarismo es la novela Farenheit 451 de ciencia ficción del autor estadounidense Ray Bradbury. La obra fue dos veces llevada al cine: Fahrenheit 451, película de 1966 basada en la novela homónima, dirigida por François Truffaut y otra del mismo título Fahrenheit 451, de 2018, dirigida por Ramin Bahrani director de cine y guionista estadounidense originario de Irán. También otro director iraní Mohammad Rasoulof en 2013 obtuvo premios en los festivales de Cannes y Toronto por Manuscripts don’t burn.
En cuanto al teatro, la obra Biblioclastas de Jorge Gómez y María Victoria Ramos se estrenó en 2006 y con varias reposiciones.  Esta obra se compone de un solo acto dividido en cinco escenas. Los personajes son dos funcionarios de un régimen dictatorial latinoamericano cuya función es quemar los libros confiscados.
Aunque sin ser el tema central, la destrucción de libros está presente con una gran fuerza evocativa en muchas otras obras literarias. Por ejemplo, en el capítulo VI de la novela Don Quijote de la Mancha de Miguel de Cervantes, el barbero y el cura deciden quemar los libros que habían dañado la razón del hidalgo, en el episodio conocido como donoso escrutinio.
En el libro de Umberto Eco El nombre de la rosa, el venerable monje Jorge de Burgos incendia la biblioteca del monasterio para evitar que el mundo conozca la última copia de un imaginario segundo libro de la Poética de Aristóteles, dedicada a la risa y a la comedia consideradas por él peligrosas para la humanidad.
Manuel Rivas en su novela Los libros arden mal, de 2006 evoca la quema de libros organizada por los falangistas en La Coruña en 1936.
Bertolt Brecht en forma provocativa en el poema La pira de libros escrito después de la quema de libros por los nazi, imagina a un poeta que clama para que sus libros sean quemados porque sería la confirmación de que siempre ha escrito la verdad.
También son conocidas citas en las que se habla de la quema de libros como la de la tragedia Almansor de 1821 de Heinrich Heine en la que dice: donde se queman libros se termina por quemar seres humanos (Dort, wo man Bücher verbrennt, verbrennt man am Ende auch Menschen).

## Ampliación del campo de la aplicación de la palabra biblioclastia y lucha contra la biblioclastia
Una extensión importante en el campo de aplicación de la palabra se refiere a los objetos destruidos, no solo los libros, sino también archivos, bibliotecas, incluso tablillas de escritura.  También se amplió el campo de medios de destrucción. Si bien se consideró que la forma predominante es el fuego, como quema de libros, desde el siglo XIX, aún en inglés, aparecen otros factores como el interés económico, la ignorancia y la maldad. En 1882 el tipógrafo William Blades considera biblioclastas a algunos coleccionistas y libreros así como a los niños y la servidumbre.
En el siglo XIX la biblioclastia fue considerada como un acto personal, como una desviación social o una enfermedad mental, como pueden serlo otras relacionadas con los libros como la bibliofobia.
Sin embargo en el siglo XX se considera con más interés su impacto social. Designa acciones de destrucción en forma puntual o sistemática, deliberada y violenta por parte de un grupo, un régimen o un Estado con el objetivo de atacar el registro de la memoria de otro grupo a quienes se considera amenaza, como en el caso de la quema de libros en la Alemania Nazi, y en contextos de guerra, dictadura y terrorismo de Estado.
Con referencia a esto dos últimos contextos, e incluso con la ampliación del concepto a otros soportes y con otras motivaciones, un hito importante en lengua española es el libro de 2008 Biblioclastia: los robos, la represión y sus resistencias en bibliotecas, archivos y museos de Latinoamérica. Se trata de artículos premiados por el concurso Fernándo Báez y recopilado por el bibliotecario del Centro Argentino de Información Científica y Tecnológica (CAICYT-CONICET) Tomas Solari.
En el mismo centro fue desarrollado entre 2014 y 2016 el lenguaje de indización sobre biblioclastia en el marco de un proyecto institucional. En este Vocabulario controlado sobre biblioclastia se la define como:
«Conductas, prácticas, procedimientos, dispositivos y políticas que conducen a la destrucción, desvalorización o invisibilización de recursos de información y conocimiento; de los espacios físicos donde se alojan y circulan, y que atentan contra las personas que se relacionan tanto con esos recursos como con esos espacios físicos. Así como las conductas, prácticas, procedimientos, dispositivos y políticas que vulneran los derechos asociados a la información y el conocimiento».
En 2020 con el auspicio de la Comisión de Homenaje a bibliotecarios y trabajadores de bibliotecas asesinados y desaparecidos por el terrorismo de Estado en Argentina y la Asociación de bibliotecarios de Córdoba se llevaron adelante actividades de difusión, conferencias, talleres, contra la biblioclastia en contexto de pandemia, a fin de ese año se constituyó el Colectivo Basta Biblioclastia formado por integrantes de diferentes partes de Argentina, Europa y Chile. Está formado por personas que trabajan en archivos, bibliotecas, centro de datos e información, docentes, estudiantes. Desarrolló también un formulario para registro de incidentes biblioclásticos y recopiló una extensa biblbiografía internacional sobre biblioclastia.
Este Colectivo en 2021 llevó adelante un ciclo de encuentros sobre la Memoria y la destrucción de bibliotecas en la dictadura argentina y lanzó una proclama contra la biblioclastia que recibió adhesión de numerosas firmas y fue avalada por el Honorable Consejo Directivo de la Facultad de Filosofía y Humanidades de la Universidad Nacional de Córdoba. En esta proclama se extiende aún más la definición de biblioclastia. Además de la censura, clausura, cierre parcial, destrucción, desvalorización o invisibilización de recursos de archivo, información y conocimiento en cualquiera de sus soportes, se consideran como actos de biblioclastia atentar físicamente, moral o económicamente contra las personas que trabajan o se relacionan con esos recursos y espacios físicos y virtuales. Por otra parte se señalan entre los responsables de las acciones en forma activa o por desidia a Estados o sus funcionarios por impunidad u ocultamiento, especulación económica, conflicto armado, emergencia sanitaria, desastre natural cuando tienen la obligación de preservar el legado cultural, científico y de conocimiento de su comunidad. También proponen que configuran biblioclastia el desaliento de la lectura y las acciones premeditadas de oscurantismo, falacias, manipulaciones y negacionismo de conocimiento fundamentado para favorecer el odio y la discriminación.
Asimismo agregan, entre los recursos contra los que puede atentar la biblioclastia, el uso y explotación con fines de lucro o de apropiación privada del conocimiento ancestral de pueblos originarios transmitido en forma oral, gráfica o por otros medios expresivos. Finalmente llaman identificar y denunciar estas acciones para avanzar en una ley que las castigue como delitos contra la humanidad.
En 2021 el término biblioclastia fue incluido en el Catálogo de control de autoridades de la Biblioteca Nacional Mariano Moreno.